# Даміан (архієпископ Тиранський)
Архієпископ Даміан (алб. Kryepeshkop Damian, в миру Димитер Коконеші, алб. Dhimitër Kokoneshi; 1886, село Ленге, вілайєт Манастир, Османська імперія (нині Албанія) — 8 жовтня 1973 року, Поградец) — єпископ Албанської православної церкви і її предстоятель з титулом «Архієпископ Тирани і всієї Албанії» (1966—1973).

## Життєпис
Народився в 1886 році в селі Ланга поблизу Поградца (історична область Мокра), в Османській імперії. Походив з родини з волоськими корінням.
У 1896 році закінчив нормальну школу в місті Манастир (нині Бітола), а в 1925 році — духовну семінарію в Яніні.
27 листопада 1918 року албанські православні священики-емігранти підписали петицію на ім'я президента США Вудро Вільсона з проханням підтримати автокефалію Албанської церкви, обґрунтовуючи свої вимоги тим, що Албанія стала незалежною країною. Петицію підписали священики Фан Нолі, Даміан Коконеші, Наум Цере, Василь Марко Конде, Пандо Синиця і Вангелі Чамче. Клопотання було підтримано 30 липня 1919 року в Бостоні на Церковній Асамблеї Албанії («Kuvendi Kishëtar»). В результаті 12 вересня 1922 року в Бераті була проголошена автокефалія Албанської церкви.
Димитрій Коконеші був добре відомою людиною в рідному регіоні. 10 лютого 1942 він очолив делегацію лідерів Мокера на зустрічі з представниками національно-визвольного руху. Підсумком зустрічі було утворення партизанського батальйону в регіоні, і Димитрій Коконеші приєднався до руху.
14 вересня 1952 року в тиранському кафедральному соборі хіротонізований на єпископа Гірокастрінського з нареченням імені Даміан.
7 березня 1966 року, через три дні після смерті архієпископа Паїсія (Водиці) Священний Синод Албанської православної церкви обрав єпископа Даміана Архієпископом всієї Албанії.
Дане обрання мало бути затверджено владою. 8 березня голова Комітету у справах культів Решат Герменьі після консультації з першим секретарем ради міністрів Спіро Рушеном, зробив висновок, що Даміан Коконеші був серед членів Синоду найбільш придатною для влади кандидатурою на місце предстоятеля Албанської православної церкви. 9 березня, після схвалення Мехмета Шеху, Коконеші був остаточно затверджений в новій посаді.
6 лютого 1967 року закликом Енвера Ходжі до скасування «всіх релігійних звичаїв і установ» розпочалась кампанія зі знищення релігії в Албанії. 4 квітня того ж року з'явився звернений до народу документ «Проти міфів і релігійних упереджень», в якому офіційно оголошувалося про заборону релігії, знищення релігійних центрів. У тому ж році Архієпископ Даміан був заарештований.
Помер 8 жовтня 1973 року, перебуваючи під домашнім арештом у своєму будинку в Подградце. Світу про його смерті стало відомо лише в травні 1974 року.